# Thaddeus M. Machrowicz
Thaddeus Michael Machrowicz (* 21. August 1899 in Gostyń, Polen; † 17. Februar 1970 in Bloomfield, Michigan) war ein US-amerikanischer Politiker. Zwischen 1951 und 1961 vertrat er den Bundesstaat Michigan im US-Repräsentantenhaus.

## Leben
Im Jahr 1902 kam Thaddeus Machrowicz mit seinen Eltern in die Vereinigten Staaten, wo sich die Familie zunächst in Chicago (Illinois) niederließ. Später zogen sie nach Milwaukee (Wisconsin) weiter. Im Jahr 1910 erhielt er die amerikanische Staatsbürgerschaft. Machrowicz besuchte die öffentlichen Schulen in Milwaukee und danach von 1912 bis 1916 das Alliance College in Cambridge Springs (Pennsylvania). Danach studierte er bis 1917 an der University of Chicago. Zwischen 1917 und 1920 war er während des Ersten Weltkrieges Leutnant in der polnischen Exilarmee, die aus amerikanischen Freiwilligen bestand und in Kanada, Frankreich sowie Polen eingesetzt war. In den Jahren 1920 und 1921 war er Mitglied der amerikanischen Beratungskommission für die polnische Regierung. Zu dieser Zeit fungierte er auch als Berichterstatter von den Unruhen in seiner polnischen Heimat. Danach setzte er seine Ausbildung in den Vereinigten Staaten fort.
Nach einem Jurastudium am Detroit College of Law und seiner im Jahr 1924 erfolgten Zulassung als Rechtsanwalt begann er in Detroit in seinem neuen Beruf zu arbeiten. Von 1934 bis 1936 war er Anwalt der Stadt Hamtramck; in den Jahren 1938 und 1939 arbeitete er als Rechtsberater des Versorgungsausschusses der Staatsregierung von Michigan (Public Utilities Commission). Zwischen 1942 und 1950 amtierte Machrowicz als Richter in Hamtramck.
Politisch war er Mitglied der Demokratischen Partei. Bei den Kongresswahlen 1950 wurde Machrowicz im ersten Wahlbezirk von Michigan in das US-Repräsentantenhaus in Washington, D.C. gewählt, wo er am 3. Januar 1951 die Nachfolge von George G. Sadowski antrat. Er sprach Polnisch und konnte sich auf die starke polnische Einwanderergemeinde der Region stützen.
1951/52 gehörte er der Madden-Kommission an, dem Ausschuss zur Untersuchung des Massakers von Katyn.  Im Rahmen der Gegenoffensive der kommunistischen Führung der Volksrepublik Polen gegen die Madden-Kommission wurde er von der Warschauer Presse, die der Parteikontrolle unterlag, als Vertreter der „Hitler-Sympathisanten in den USA“ angegriffen.
Nach fünf Wiederwahlen konnte er bis zu seinem Rücktritt am 18. September 1961 im Kongress verbleiben. In diese Zeit fielen der Koreakrieg und der Beginn der Bürgerrechtsbewegung. Im Jahr 1951 wurde der 22. und 1961 der  23. Verfassungszusatz verabschiedet. Machrowicz trat im September 1961 von seinem Mandat zurück, nachdem er zum Richter am Bundesbezirksgericht für den östlichen Distrikt von Michigan ernannt worden war. Dieses Amt bekleidete er bis zu seinem Tod am 17. Februar 1970 in Bloomfield.